# Kerry Meier
(en) Statistiques sur pro-football-reference
Kerry Meier (né le 12 novembre 1986 à Pittsburg) est un joueur américain de football américain.

## Enfance
Meier naît et vit à Pittsburg dans l'État du Kansas. Il joue à de nombreux sports tels que le football américain mais aussi le basket-ball et le baseball. Il fait ses études à la Pittsburg High School où il est un des meilleurs joueurs de l'État du Kansas, occupant les postes de quarterback, placekicker et punter. Lors de sa dernière saison, il réussit 72 passes sur 151 tentées pour 930 yards ainsi que neuf passes pour touchdown.

## Carrière

### Université
En 2005, à son arrivée, il est mis au poste de quarterback mais il perd ce poste lors de la saison 2007 au profit de Todd Reesing. Meier prend alors le poste de wide receiver et attrape en 2007 vingt-six passes pour 274 yards pour 2007. Il bat les records de touchdowns sur des rushs, passes pour touchdown et passes reçues pour touchdowns en une saison, arrivant à la hauteur de Garfield Taylor qui avait réalisé ces records en 1981. Il parait sur la couverture d'un numéro du Sports Illustrated.
Pour sa dernière saison, il réalise 97 réceptions pour 1045 yards et est sélectionné dans les diverses équipes des organismes. Il reçoit son diplôme en 2010 en management sportif.

### Professionnel
Kerry Meier est sélectionné au cinquième tour du draft de la NFL de 2010 par les Falcons d'Atlanta au 165e choix. Le 16 juillet 2010, il signe un contrat de quatre avec les Falcons, d'une valeur de 1,947 millions de dollars. Il ne joue aucun match lors de la saison 2010.